# Ferdinando d'Adda
Ferdinando d'Adda (Milão, 1º de setembro de 1650 - Roma, 27 de janeiro de 1719) foi um cardeal do século XVII

## Biografia
Nasceu em Milão em 1º de setembro de 1650, em uma família patrícia. Filho de Costanzo d'Adda, conde de Sale, e Anna Cusani. Seu sobrenome também está listado como De Addua e De Abdva. Frequentou a Universidade de Bolonha, onde estudou Direito; e a Universidade de Pavia.
Nomeado auditor da Rota Romana pelo Collegio degli Avvocati de Milão não ocupou o cargo, mas o Papa Inocêncio XI lhe conferiu uma famosa abadia e o enviou a Madri para levar o barrete vermelho ao novo cardeal Savo Millini, núncio naquele país. Referendário dos Tribunais da Assinatura Apostólica da Justiça e da Graça.
Eleito arcebispo titular de Amasea, 3 de março de 1687. Consagrado, 1º de maio de 1687, Capela do Saint James, Londres, por Dominic MacGuire, OP, arcebispo de Armagh, auxiliado por John Leyburn, bispo titular de Adramittio, e por John O'Mollony, bispo de Killaloe. Núncio perante o rei Jaime II da Inglaterra. Durante sua nunciatura em Londres, foi incumbido pelo Papa Inocêncio XI de induzir o monarca inglês a interceder junto ao rei Luís XIV da França em favor dos protestantes oprimidos daquele país. Assistente do Trono Pontifício, 16 de outubro de 1689.
Criado cardeal-sacerdote no consistório de 13 de fevereiro de 1690; recebeu o chapéu vermelho em 16 de fevereiro de 1690; e o título de S. Clemente em 10 de abril de 1690. Participou do conclave de 1691, que elegeu o Papa Inocêncio XII. Optou pelo título de S. Balbina, em 2 de janeiro de 1696. Legado em Ferrara, em 24 de setembro de 1696. Legado em Bolonha, em 24 de novembro de 1698; legação prorrogada por um triênio, 7 de fevereiro de 1701. Participou do conclave de 1700, que elegeu o Papa Clemente XI. Prefeito da SC de Ritos e Cerimônias de abril de 1714 até sua morte. Optou pelo título de S. Pietro in Vincoli, em 16 de abril de 1714. Prefeito da SC de Bispos e Regulares de agosto de 1714 até julho de 1717. Optou pela ordem dos cardeais-bispos e da sé suburbicária de Albano, em 21 de janeiro de 1715.
Morreu em Roma em 27 de janeiro de 1719, às 11h45, em seu palácio romano na praça Ss. XII Apostoli. Exposto na igreja de S. Carlo ai Catinari, Roma, onde se realizou o funeral a 29 de janeiro de 1719, e sepultado no florão dessa mesma igreja em frente à capela do Sacramento